# Samtgemeinde Bevensen-Ebstorf
Die Samtgemeinde Bevensen-Ebstorf ist eine Samtgemeinde im Landkreis Uelzen, Niedersachsen. Verwaltungssitz ist die Stadt Bad Bevensen, im Flecken Ebstorf befindet sich eine Außenstelle mit Bürgerbüro.

## Geschichte
Die Samtgemeinde entstand zum 1. November 2011 aus dem Zusammenschluss der Samtgemeinden Bevensen und Altes Amt Ebstorf.

## Samtgemeindegliederung
Die Samtgemeinde Bevensen-Ebstorf besteht aus 13 Gemeinden:
| - Altenmedingen - Bad Bevensen, Stadt - Barum - Ebstorf, Flecken - Emmendorf | - Hanstedt - Himbergen - Jelmstorf - Natendorf | - Römstedt - Schwienau - Weste - Wriedel |

Ihr Sitz ist im Rathaus in Bad Bevensen. Ein Bürgerbüro wird zusätzlich im Rathaus Ebstorf, Hauptstraße 30, vorgehalten.

## Politik

### Samtgemeinderat
Der Samtgemeinderat setzt sich aus 36 Ratsfrauen und Ratsherren zusammen. Dies ist die gemäß § 46 NKomVG festgelegte Anzahl für eine Gemeinde mit einer Einwohnerzahl zwischen 25.001 und 30.000. Die Ratsmitglieder werden durch eine Kommunalwahl für jeweils fünf Jahre gewählt.
Stimmberechtigt im Rat ist außerdem der hauptamtliche Bürgermeister.
- CDU: 12
- SPD: 8
- Grüne: 6
- FDP: 2
- UWG: 3
- BfB: 1
- WiR: 2
- FBAAE: 1
- Linke: 1

|      | CDU         | SPD         | Grüne      | FDP       | Keine A 39 | WBB 1     | UWG 2     | FBE 3     | AfD       | BfB 4     | WiR 5     | FBAAE 6   | Linke     | Gesamt   |
| 2011 | 13 (36,1 %) | 11 (29,8 %) | 5 (13,5 %) | 1 (2,8 %) | 1 (2,2 %)  | 2 (5,7 %) | 1 (4,4 %) | 2 (4,4 %) | -         |           |           |           |           | 36 Sitze |
| 2016 | 12 (33,1 %) | 9 (25,5 %)  | 5 (15,1 %) | 1 (4,0 %) | 1 (1,7 %)  | 2 (4,8 %) | 2 (6,1 %) | -         | 2 (4,2 %) | 1 (2,8 %) | -         | 1 (2,8 %) | -         | 36 Sitze |
| 2021 | 12 (33,7 %) | 8 (22,0 %)  | 6 (16,6 %) | 2 (6,4 %) | -          | -         | 3 (9,6 %) | -         | -         | 1 (2,3 %) | 2 (5,9 %) | 1 (1,8 %) | 1 (1,4 %) | 36 Sitze |

Letzte Kommunalwahl am 12. September 2021